# Kurhaus di Cademario
Il Kurhaus di Cademario è un sanatorio situato in località Lisone di Cademario, comune svizzero nel distretto di Lugano (Canton Ticino).
È un imponente palazzo residenziale costruito negli anni 1920 a 850 m s.l.m., in una posizione privilegiata, affacciata sulla plaga luganese e sul Lago di Lugano. Fu fondato nel 1914 da Adolf Keller, dirigente del sanatorio di Fellenberg nel Canton Zurigo, come casa di cura (ancora oggi attiva). Infatti in quel periodo i sanatori venivano chiusi nei periodi invernali e Keller pensò di trovare una sede per un sanatorio aperto tutto l'anno. L'idea cadde su Cademario per la sua posizione soleggiata ed elevata, esposta a sud, libera da nebbie e protetta dai venti freddi del nord.